# Strychnos subcordata
Strychnos subcordata är en tvåhjärtbladig växtart som beskrevs av Richard Spruce och George Bentham. Strychnos subcordata ingår i släktet Strychnos och familjen Loganiaceae. Inga underarter finns listade i Catalogue of Life.